# 嘉应观镇
嘉应观镇，是中华人民共和国河南省焦作市武陟县下辖的一个乡镇级行政单位。原为嘉应观乡，2023年撤乡设镇。行政区划代码改为410823108。 

## 行政区划
嘉应观镇下辖以下地区：
二铺营村、刘村、西五村、大刘庄村、杨庄村、东水寨村、中水寨村、东后庄村、吴小营村、范庄村、西营村、东营村、御坝村、秦厂村和后小庄村。